# 孟三德
孟三德（1547年—1599年6月22日），天主教耶稣会葡萄牙籍传教士。

## 生平
1547年出生於葡萄牙布拉加，1562年6月在里斯本工作，加入耶穌會，並在葡萄牙科英布拉大學完成前往遠東傳教的學業。1578年3月 乘聖路易斯號商船到達印度果亞。1585年7月 (萬曆十三年六月) 與麥安東同船抵達澳門。同年8月(萬曆十三年七月) 前往廣東肇慶傳教，直到1587年11月(萬曆十五年十月) 。1591年(萬曆十九年) 到韶州。1592年(萬曆二十年) 起回到澳門，擔任澳門聖保祿學院院長。1599年6月22日(萬曆二十七年五月一日) 在澳門逝世。